# Den rike mannen och Lasaros

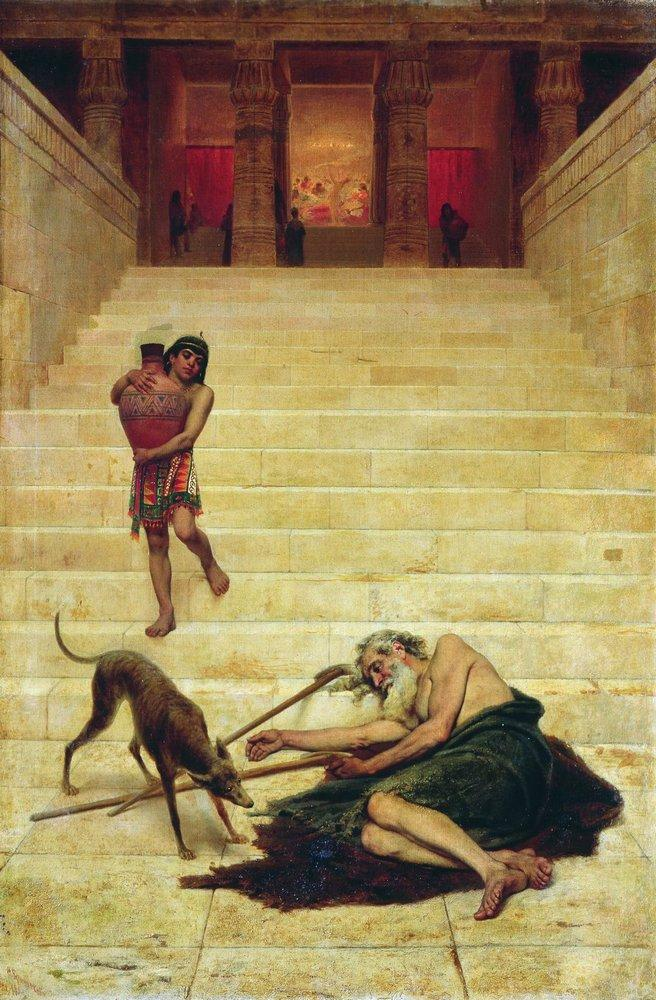
Illustration av Fjodor Bronnikov.

Den rike mannen och Lasaros är en liknelse i form av en berättelse i Lukasevangeliet 16:19–31.

## Liknelsen
En rik man lever ett liv i lyx, medan en tiggare vid namn Lasaros (eller Lasarus) ligger under hans bord och försöker mätta sig med smulorna som faller ner. Efter sin död hamnar båda i dödsriket, men nu är rollerna ombytta. Lasaros ligger på platsen vid Abrahams bröst medan den rike mannen plågas. Den rike mannen vill då att Lasaros ska komma över med en droppe vatten för att svalka honom och dessutom att hans fem bröder ska bli varnade så att de inte hamnar i samma situation. Men Abraham vägrar att göra det, eftersom de redan har fått varningar genom Mose och profeterna. 

## Uttydning
Liknelsen är omtvistad, men det är lätt att se att de religiösa ledarna på Jesu tid symboliseras av den rike mannen. De var inte beredda att dela med sig av sin ställning eller ens av kunskapen som de hade. Inramningen visar också att det är sådana som hade tillgång till profeternas ord och hade haft möjlighet att få varning.
”Abrahams sköte” är ett begrepp inom judendomen av perioden för det andra templet.

## Stöder liknelsen läran om ett brinnande helvete?
Ytligt sett kan man få tanken att mannen plågas i en brinnande helveteseld, men hur skulle han i så fall få någon svalka av att Lasaros doppade spetsen av sitt finger i vatten och begav sig dit? Han kommunicerar också med Abraham, som rimligtvis ska vara Gud i den här liknelsen. 
En tänkbar förklaring är att "döden" betyder en övergång till ett annat tillstånd. Istället för att fariséerna och de skriftlärda satt på all makt och kunskap var det nu vanliga, enkla människor som blev kristna och fick ett gott förhållande till Gud. 

## Är Lasaros samma person som Jesu vän
Det är inte speciellt troligt att Jesu vän Lasarus (eller Lasaros) var en fattig tiggare. Han och hans systrar bodde i ett hus i Betania, där Jesus och hans lärjungar ofta var gäster. Vid ett tillfälle hällde hans syster Maria en dyrbar olja över Jesus – en olja som hade ett värde på nästan en årslön.